# François de Tournon
François de Tournon (ur. 1489 – zm. 22 kwietnia 1562) – francuski kardynał i dyplomata.

## Życiorys
W wieku 12 lat wstąpił do zakonu antonianów, począwszy od 1519 był opatem wielu klasztorów tego zakonu. Arcybiskup Embrun 1518-26 i Bourges 1526-37. W 1525/26 negocjował zwolnienie króla Francji Franciszka I z hiszpańskiej niewoli, podpisał traktat madrycki o odstąpieniu Burgundii Hiszpanom. Kilka lat później brał udział z ramienia Francji w negocjacjach dotyczących modyfikacji postanowień tego traktatu oraz małżeństwa Franciszka I z siostrą Karola V, księżną Eleonorą.
W 1530 został mianowany przez Klemensa VII kardynałem prezbiterem SS. Marcellino e Pietro. Próbował mediować w sporze między tym papieżem a królem Anglii Henrykiem VIII. W 1536 Franciszek I Walezjusz powierzył mu kierowanie operacjami wojskowymi przeciw wojskom cesarskim w rejonie Sabaudii i Prowansji. Kardynał doprowadził przy tym do odnowienia sojuszu Francji z włoskimi księstwami. Reprezentował króla Francji na konferencji w Nicei z udziałem papieża Pawła III i cesarza Karola V (1538). Administrator archidiecezji Auch 1538-51. W 1542 wybrano go przełożonym generalnym zakonu antonianów (pełnił ten urząd do 1555). Kardynał biskup Sabiny 1550-60 i arcybiskup Lyonu od 1551. Na konklawe 1559 był poważnym kandydatem do tronu papieskiego. Rok później objął funkcję dziekana św. Kolegium Kardynałów, przechodząc do diecezji podmiejskiej Ostia e Velletri. Zmarł w Saint-Germain Laye.
Kardynał Tournon był jednym z wybitniejszych francuskich hierarchów okresu reformacji. W 1536 ufundował Collège de Tournon, Zwalczał protestantyzm we Francji. Sprowadził do Francji zakon jezuitów. Był także protektorem uczonych i intelektualistów.